# Angutit Inersimasut GM 2018
Il  GrønlandsBANKEN GM  2018 è stata la 48ª edizione del Campionato Nazionale di calcio della Groenlandia maschile. La fase finale della massima competizione si è svolta presso la città di Nuuk dal 12 all'19 Agosto del 2018. L'edizione è stata vinta dalla formazione della B-67 per la tredicesima volta della sua storia.

## Turno di qualificazione

### Groenlandia del Nord
G-44 Qeqertarsuaq e Upernavik BK 83 si qualificano per la fase finale del torneo. Disko-76, Eqaluk-56 e Terianniaq-58 falliscono la qualificazione alla fase finale della competizione. FC Malamuk e Umanak BK 68 si ritirano dalla competizione prima delle qualificazioni.

### Disko Bay
Kugsak-45 e Nagdlunguaq-48 si qualificano alla fase finale della competizione. Aqisseq Kangaatsiaq e il Tupilak-41 falliscono la qualificazione alla fase finale.

### Groenlandia Centrale
| Pos | Squadra                        | Pld | W | D | L | GF | GA | GD  | Pts | Qualification or relegation                          |
| --- | ------------------------------ | --- | - | - | - | -- | -- | --- | --- | ---------------------------------------------------- |
| 1   | B-67 Nuuk                      | 4   | 4 | 0 | 0 | 20 | 0  | +20 | 12  | Qualificato alla Fase Finale della Coca-Cola GM 2018 |
| 2   | Inuit Timersoqatigiiffiat-79   | 4   | 3 | 0 | 1 | 13 | 10 | +3  | 9   | Qualificato alla Fase Finale della Coca-Cola GM 2018 |
| 3   | Nuuk IL                        | 4   | 1 | 1 | 2 | 8  | 13 | −5  | 4   | Qualificato alla Fase Finale della Coca-Cola GM 2018 |
| 4   | Kagssagssuk Maniitsoq          | 4   | 1 | 1 | 2 | 10 | 19 | −9  | 4   | Qualificato alla Fase Finale della Coca-Cola GM 2018 |
| 5   | Siumut Amerdlok Kunuk          | 4   | 0 | 0 | 4 | 9  | 18 | −9  | 0   |                                                      |
| 6   | Grønlands Seminarius Sportklub | 0   | 0 | 0 | 0 | 0  | 0  | 0   | 0   | Ritirato                                             |

### Groenlandia del Sud
| Pos | Squadra         | Pld | W | D | L | GF | GA | GD  | Pts | Qualification or relegation                          |
| --- | --------------- | --- | - | - | - | -- | -- | --- | --- | ---------------------------------------------------- |
| 1   | Kissaviarsuk-33 | 2   | 2 | 0 | 0 | 17 | 6  | +11 | 6   | Qualificato alla Fase Finale della Coca-Cola GM 2018 |
| 2   | Eqaluk-54       | 2   | 1 | 0 | 1 | 8  | 7  | +1  | 3   | Qualificato alla Fase Finale della Coca-Cola GM 2018 |
| 3   | Narsaq-85       | 2   | 0 | 0 | 2 | 5  | 17 | −12 | 0   |                                                      |

## Fase finale

### Pool 1
| Pos | Squadra               | Pld | W | D | L | GF | GA | GD  | Pts | Qualification or relegation                                      |
| --- | --------------------- | --- | - | - | - | -- | -- | --- | --- | ---------------------------------------------------------------- |
| 1   | Nagdlunguaq-48        | 4   | 4 | 0 | 0 | 26 | 1  | +25 | 12  | Qualificate alla Fase Finale nelle Semi-Finali Coca-Cola GM 2018 |
| 2   | Nuuk IL               | 4   | 3 | 0 | 1 | 14 | 9  | +5  | 9   | Qualificate alla Fase Finale nelle Semi-Finali Coca-Cola GM 2018 |
| 3   | Upernavik BK 83       | 4   | 2 | 0 | 2 | 8  | 8  | 0   | 6   |                                                                  |
| 4   | Kagssagssuk Maniitsoq | 4   | 1 | 0 | 3 | 7  | 17 | −10 | 3   |                                                                  |
| 5   | Kugsak-45             | 4   | 0 | 0 | 4 | 6  | 26 | −20 | 0   |                                                                  |

| 12 Agosto 2018 | Nuuk IL | 3 - 2 | Upernavik BK 83 | Nuuk Stadium, Nuuk |
| -------------- | ------- | ----- | --------------- | ------------------ |

| 12 Agosto 2018 | Kugsak-45 |  | Kagssagssuk Maniitsoq | Nuuk Stadium, Nuuk |
| -------------- | --------- |  | --------------------- | ------------------ |